# Casa Pau Llord
La casa Pau Llord, també coneguda com a casa Mercaders, és un edifici situat als carrers dels Mercaders, 24 i del Tragí, 3 de Barcelona, catalogada com a bé amb elements d'interès (categoria C).

## Història
El 1805, el corredor reial de canvis Pau Llord i Ribes va demanar permís per a enderrocar el frontis del carrer dels Mercaders (on hi havia unes gàrgoles molt antigues) fins al nivell del primer pis i reconstruir-lo amb tres pisos, segons el projecte del mestre de cases Joan Oliver. El 1819, va demanar permís per a reconstruir el frontis del carrer del Tragí, segons el projecte del mestre de cases Jaume Flaquer, i novament el 1829 per a pintar la balustrada del jardí.
El 1855, els seus hereus de confiança vengueren la propietat per 23.600 lliures barcelonines al també corredor de canvis Antoni Tusquets i Comaduran de Laforge, que el 1858 va encarregar al mestre d'obres Joan Soler i Cortina la remunta d'un quart pis a la crugia paral·lela al celobert central. A la seva mort el 1864, fou succeït pel seu fill Antoni Tusquets i Maignon (†1913), també corredor de canvis i germà del músic Esteve i del pintor Ramon Tusquets i Maignon.
Als anys 1990, la casa fou adquirida per la parella d'arquitectes Enric Miralles i Benedetta Tagliabue, que la rehabilitaren per a establir-hi la seva residència.

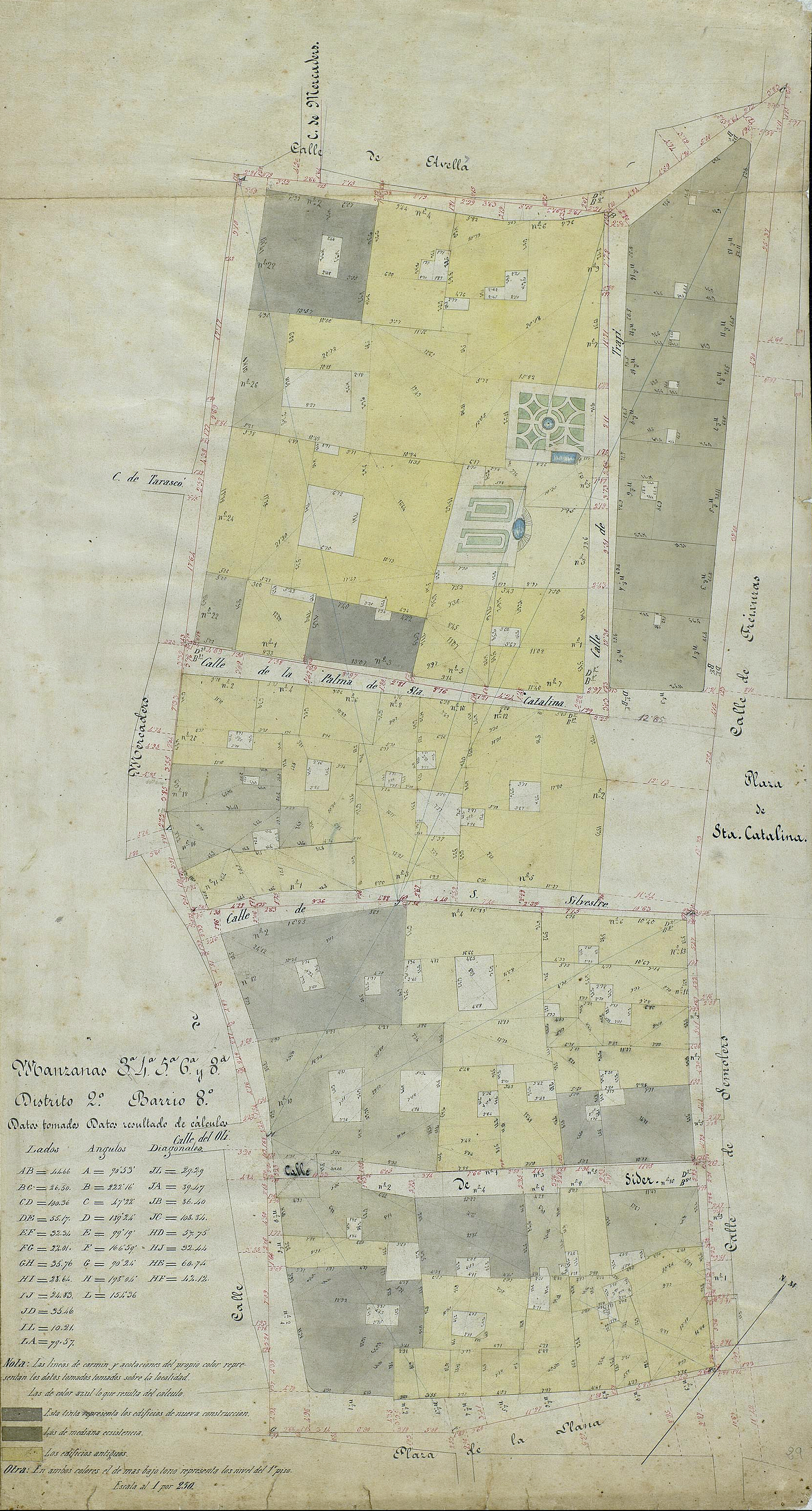
Quarteró núm. 29b de Garriga i Roca (c. 1860)

## Descripció
Es tracta d'un edifici de planta baixa i quatre pisos, estructurat al voltant d'un celobert central i amb un jardí a la part posterior de la parcel·la. La façana del carrer dels Mercaders té cinc eixos vertical d'obertures (una de finestres i la resta de balcons amb llosana de ceràmica i barana de ferro forjat, de volada decreixent amb l'alçada). El parament té un esgrafiat que imita carreus, excepte a l'últim pis, fruit d'una remunta posterior. La façana del carrer del Tragí, amb només dos eixos d'obertures, té planta baixa i pis.